# Walter Mayer (Physiker)

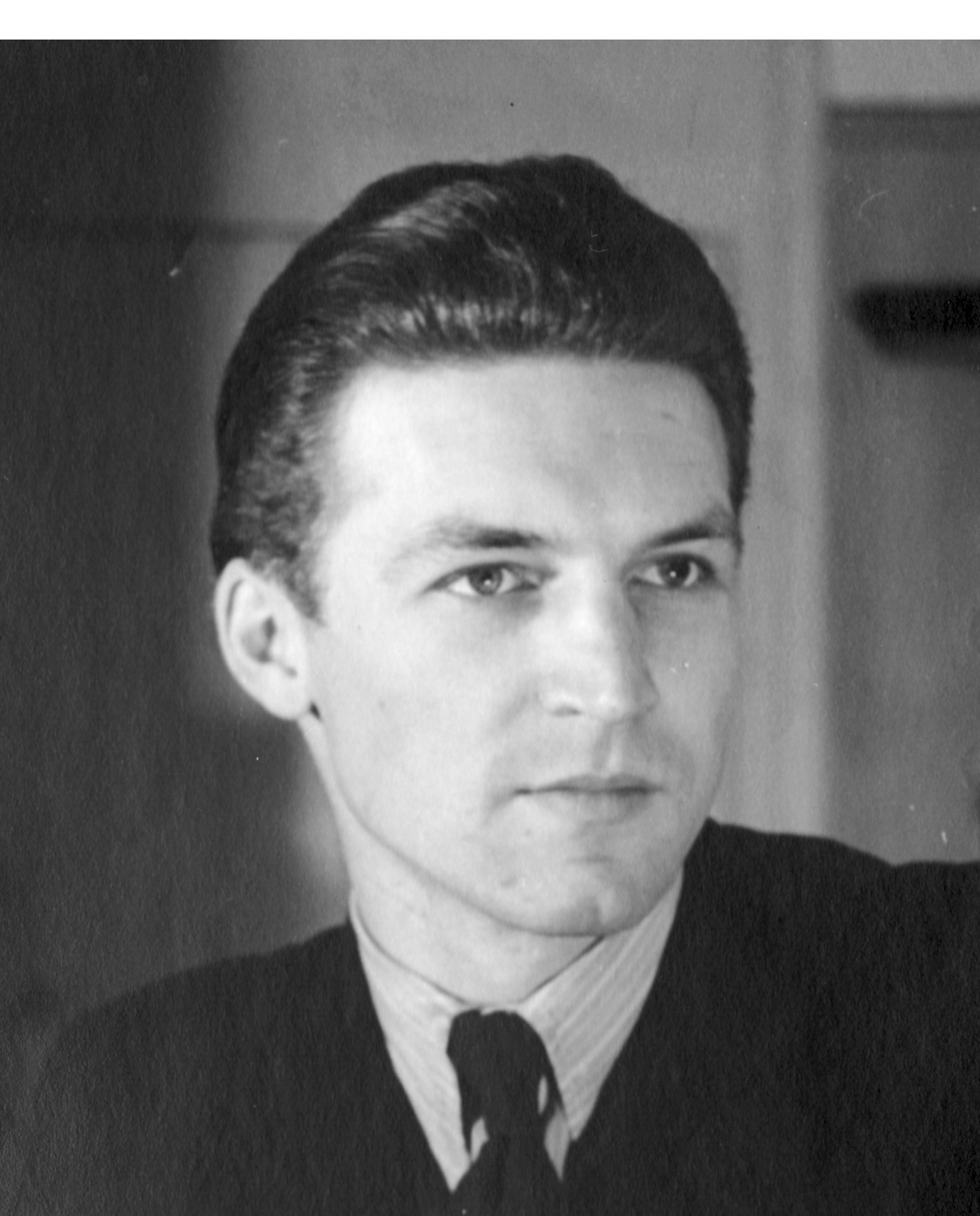
Walter Mayer (1948)

Walter Mayer (* 18. März 1926 in Falkenstein/Taunus; † 23. Januar 2015 in Zirndorf) war ein deutscher Physiker.
Mayer wurde als Rundfunk- und Fernsehpionier bekannt. Er war von 1951 bis 1991 für Grundig tätig und entwickelte dort vor allem Geräte im Bereich der Fernseh- und Videotechnik. So baute er den ersten süddeutschen Fernsehsender, entwickelte Videokameras und Videorekorder sowie den ersten Grundig Video-Kassettenrekorder nach dem VCR-System. Für seine Erfindungen und seine 52 Patente erhielt er 1977 die Rudolf-Diesel-Medaille in Silber, für sein Engagement im Rundfunkmuseum Fürth wurde er 2008 zum Ehrenmitglied des Fördervereins ernannt.

## Leben und Wirken

### Kindheit und Jugend

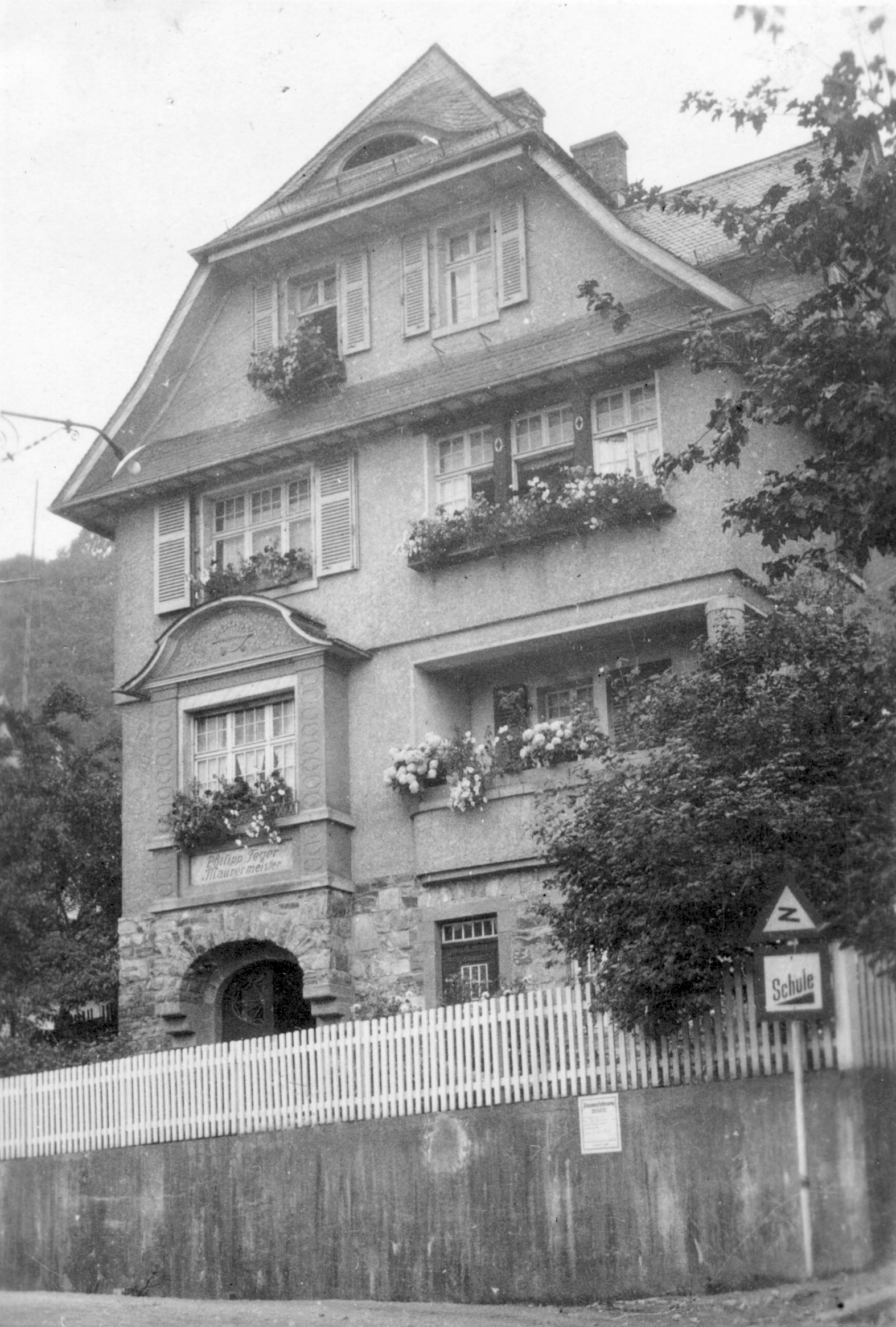
Geburts- und Elternhaus in Falkenstein/Taunus im Jahre 1930

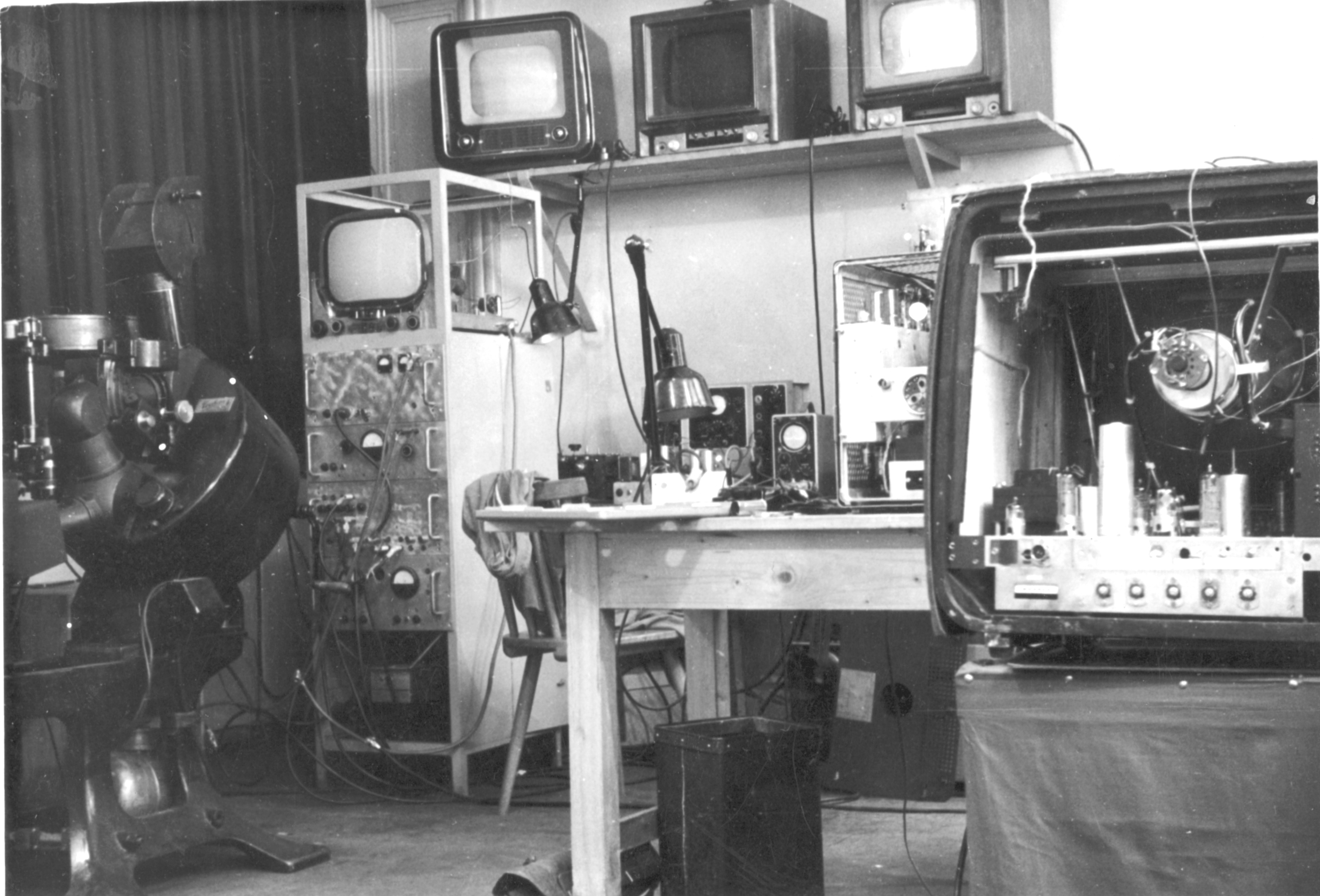
Versuchsaufbau Mayers für Fernsehsendungen im Jahr 1951, links der Filmabtaster mit einem Mechau-Projektor, unmittelbar rechts daneben der Testbildgeber

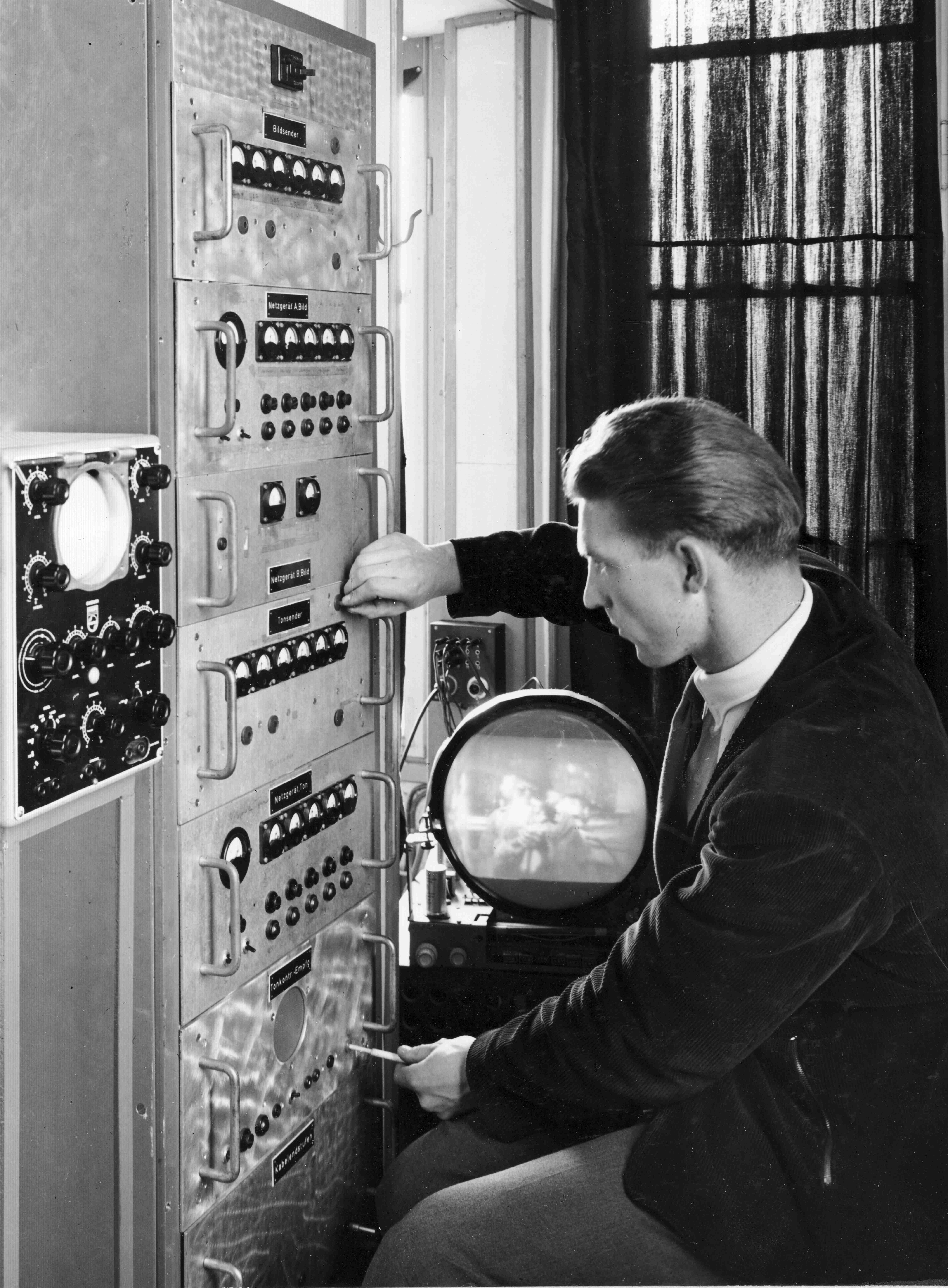
Mayer beim Abgleich des ersten süddeutschen Fernsehsenders

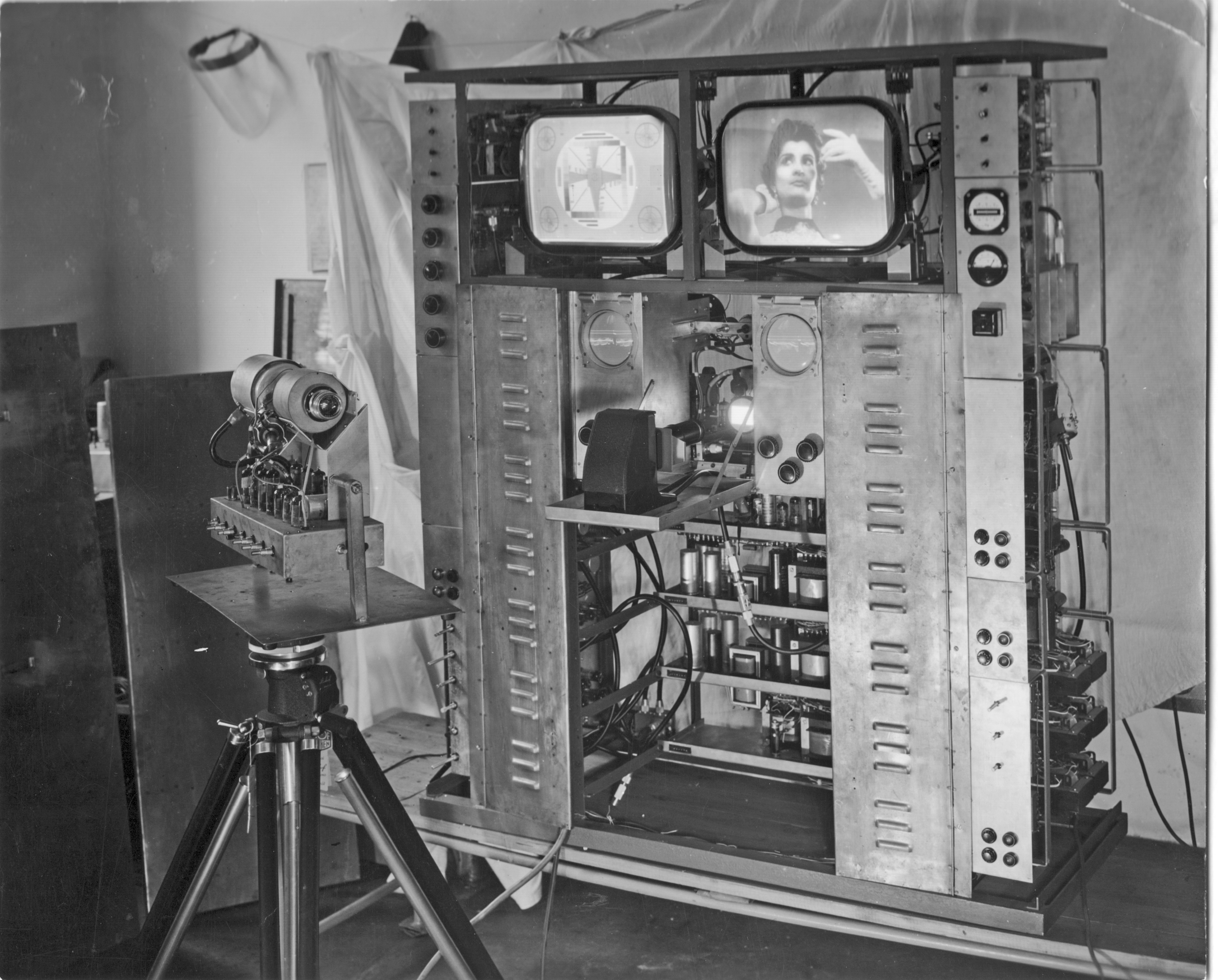
Fernseh-Versuchsaufbau Mayers im Jahr 1952: links Superikonoskop, rechts Steuergerät mit Dia-Abtaster

Mayer wuchs in seinem Geburts- und Elternhaus Cronbergerweg 3/5 in Falkenstein/Taunus auf. Da der Vater, Landwirtschaftsrat Wilhelm Mayer, schon 1935 verstarb, musste die Mutter Luise Mayer (geb. Feger) den erheblichen Grundbesitz in Falkenstein und Umgebung verkaufen, um das Haus zu halten und den beiden Söhnen eine Ausbildung zu ermöglichen. Nach vier Jahren an der Oberrealschule in Kronberg im Taunus trat Walter Mayer 1940 in das Goethe-Gymnasium in Frankfurt am Main ein.

### Kriegsdienst
Die Schüler der 7. Klassen des Goethe-Gymnasiums wurden im Februar 1943 nahezu vollständig als Luftwaffenhelfer eingezogen. Mayers Klasse kam bei einer schweren Flak-Batterie nahe Frankfurt-Schwanheim zum Einsatz. Aus dem Kriegsdienst meldete sich Mayer freiwillig zu einem im Oktober 1943 beginnenden Sonderlehrgang für Hochfrequenztechnik im Truppenübungsplatz Daaden im Lager Stegskopf. Am Lehrgang nahmen u. a. auch Alfred Fettweis, Wolf Häfele und Herbert Daniel teil. Da der Schulunterricht sowohl bei der Flak-Geschützstellung wie auch in Daaden fortgeführt wurde, erhielt Mayer im Mai 1944 ein vom Goethe-Gymnasium Frankfurt legitimiertes Abgangszeugnis bzw. „Notabitur“ mit der Zuerkennung der Hochschulreife. Nach dem Sonderlehrgang wurde er im November 1944 in Plaggenburg bei Aurich bei einem Funkstörtrupp an einem sogenannten „Anti-Bumerang-Störsender“ eingesetzt, der versuchte, das britische Funkfeuer für Bomber im UKW- und 10-GHz-Bereich zu stören. Im Dezember erfolgte die Verlegung zum Militärflugplatz Bönninghardt bei Xanten, wo auch die Radaranlagen von Nachtjägern gewartet wurden, später nach Aldekerk und Ende Dezember bis Januar 1945 im Rahmen der Ardennenoffensive nach Moers. Aufgrund der dokumentierten Beteiligung am Abschuss „eines viermotorigen Feindflugzeuges“ war er vermutlich kurzzeitig als Funkmess-Beobachter in einem Nachtjäger vom Typ Messerschmitt Bf 110 o. ä. eingesetzt. Ende Januar 1945 nahm er an einer Hochfrequenztechnik-Fortbildung in Halle teil. Als alliierte Truppen nahten, wurden die Teilnehmer kurzfristig der Infanterie zugeordnet. Ab 8. April 1945 marschierte die Einheit zunächst von Wiehe bis Beichlingen und zurück. Im Wald zwischen Roßleben und Wendelstein hielt sich die Truppe in Deckung, als überlegene US-Panzereinheiten anrückten, und löste sich daraufhin auf. Mayer konnte sich mit einem Kameraden in 14 Tagen über 350 Kilometer bis Falkenstein durchschlagen. Dort gab er sich mit Hilfe der Ortsgemeinschaft als Nicht-Kriegsteilnehmer aus und vermied so die Kriegsgefangenschaft.

### Ausbildung
Da das Abgangszeugnis vom Mai 1944 nach dem Krieg von den Hochschulen trotz gegenteiligen Vermerks nicht als vollgültiges Abitur anerkannt wurde und das Goethe-Gymnasium in Frankfurt zerstört worden war, besuchte Mayer am „Realgymnasium für Jungen“ in Königstein/Taunus einen Lehrgang zur Anerkennung der Hochschulreife, den er im Juni 1946 abschloss. Im September 1946 begann er das Studium der Physik an der Goethe-Universität in Frankfurt am Main, das er mit Diplom im Dezember 1950 abschloss (Thema der Diplomarbeit: Die spektrale Zerlegung frequenzmodulierter Schwingungen und ihre meßtechnische Erfassung). Er bewarb sich daraufhin bei verschiedenen Rundfunkherstellern.

### Aufbau des ersten süddeutschen Fernsehsenders
Am 1. März 1951 begann er bei dem Unternehmen Grundig-Radio-Werke GmbH in Fürth. Dort wirkte er zunächst im Entwicklungsbereich Fernsehgeräte und baute maßgeblich den ersten süddeutschen Fernsehsender auf. Sowohl der Sender wie auch die Antenne befanden sich im bzw. auf dem heutigen Rundfunkmuseum Fürth (damals noch kombiniert Direktion, Labor und Wohnhaus). Der Sender vereinfachte die Entwicklung der Grundig-Fernseher erheblich. Bis zur Inbetriebnahme mussten die Prototypen nach Hamburg gebracht und dort in einem Hotelzimmer getestet werden. Nur in der Hansestadt gab es seit dem 27. November 1950 ein Versuchsprogramm, das an drei Tagen pro Woche ausgestrahlt wurde und Vorläufer des ersten öffentlich-rechtlichen Fernsehprogramms Deutschlands war.
Am 28. Juni 1951 konnte der Presse das Senden von Testbildern vorgeführt werden, am 27. September 1951 kam es anlässlich einer lokalen „Leistungs- und Gewerbeschau“ zur öffentlichen Erstausstrahlung, die von der Presse als „Fernseh-‚Uraufführung‘ in Fürth“ bezeichnet wurde. Der Sender auf dem Turm des heutigen Rundfunkmuseums Fürth mit einer Leistung von 40 Watt sendete zwei Wochen regelmäßig den Film Grock des damals bekannten Clowns Grock zum etwa 600 Meter Luftlinie entfernten Ausstellungszelt auf dem Humbser-Spielplatz, wo entsprechende Fernseher als Empfänger standen und dem Publikum vorgeführt wurden. Da die regelmäßigen Ausstrahlungen im Gegensatz zu Versuchssendungen in der Presse angekündigt wurden, strahlte der von Mayer und zwei weiteren Technikern gebaute erste süddeutsche Fernsehsender auch das erste reguläre süddeutsche Fernsehprogramm aus; hierbei handelte es sich womöglich um das erste deutsche Fernsehprogramm der Nachkriegszeit. Der Sender sendete den Spielfilm täglich um 11, 14 und 16 Uhr. 1952 wurde die Sendeleistung so weit verstärkt, dass die Ausstrahlungen im Umkreis von 10 Kilometer und somit nahezu im ganzen Stadtgebiet Nürnberg/Fürth empfangen werden konnten.

### Das Grundig-Fernauge

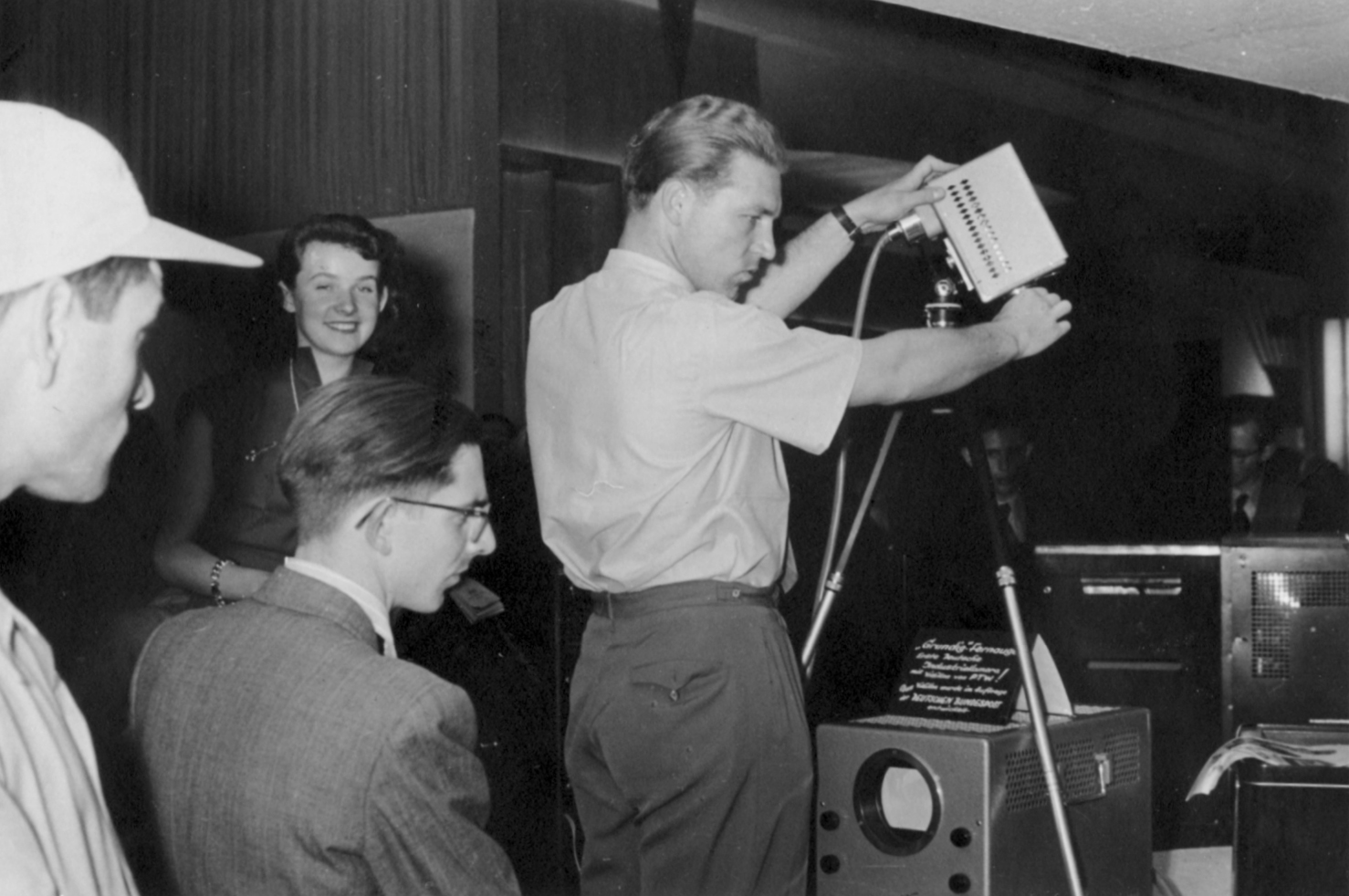
Walter Mayer präsentiert das Grundig-Fernauge auf der Düsseldorfer Funkausstellung 1953

Bis zur Düsseldorfer Funkausstellung 1953 entwickelte Mayer eine für damalige Verhältnisse sensationell kleine und handliche, nur drei Kilogramm schwere Vidicon-Fernsehkamera unter der Bezeichnung „Grundig-Fernauge“, die er dann dort auch präsentierte. „Fernauge“ war ein eingetragenes Warenzeichen von Grundig.
1954 besuchte er für Grundig das Pennsylvania State College in den USA, um die amerikanische TV-Entwicklung im Bereich des Farbfernsehens kennenzulernen. 1955 folgte die Ernennung zum Laborleiter der Entwicklungsgruppe für industrielle Anwendung. Er konzipierte dort seit 1964 professionelle Videorekorder nach dem GPR-Standard. 1962 wurde er Prokurist.

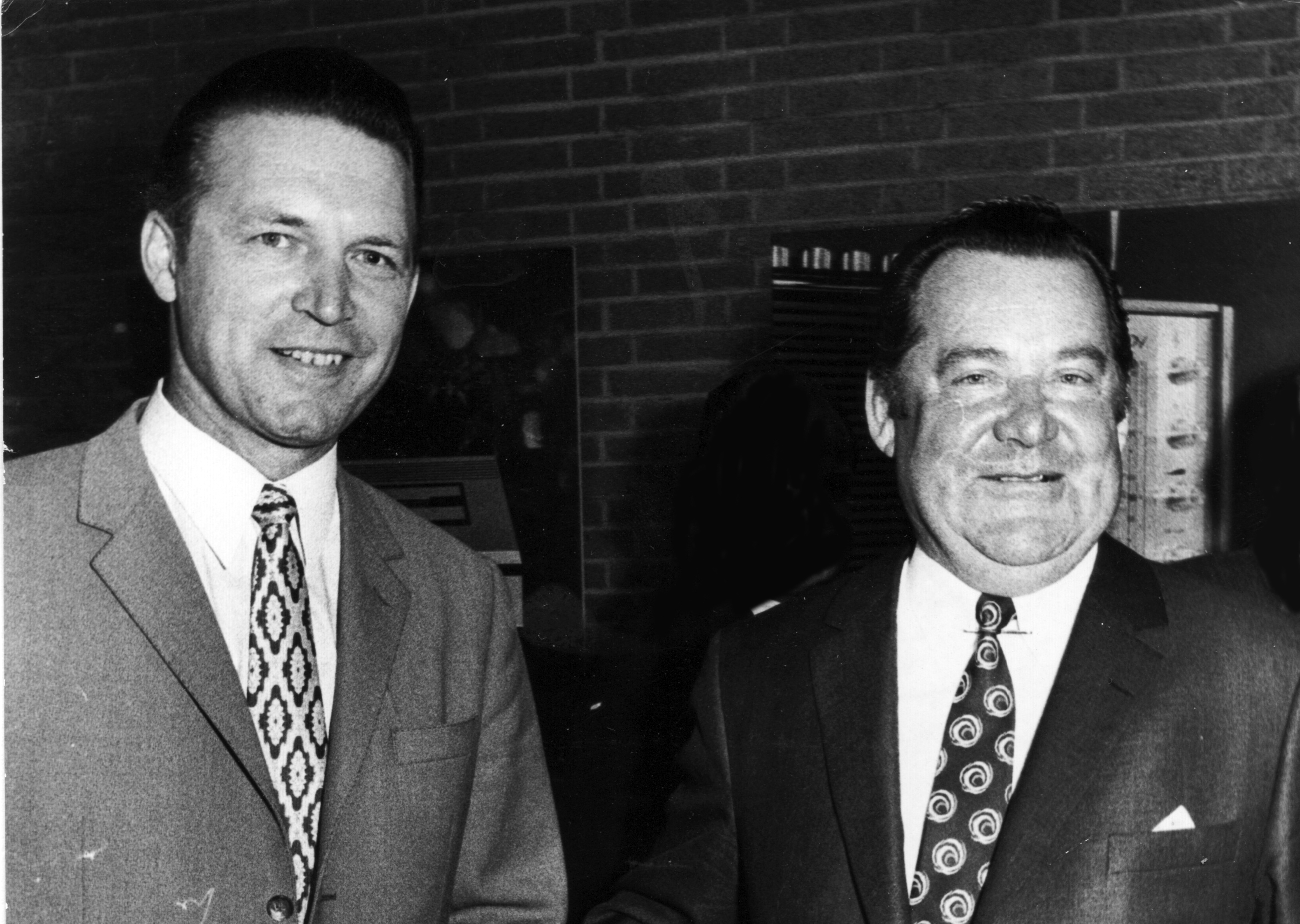
Walter Mayer und Max Grundig im September 1970

### Entwicklung des VCR-Videorekorders
Mayer entwickelte in den folgenden Jahren mehrere Videorekorder und Videokameras, zumeist für professionelle Anwendungen. Von 1969 bis 1971 leitete er die Entwicklung des ersten Grundig-Videorekorders für Videokassetten, des „VR 2000 Color“ nach dem VCR-System. Das hinsichtlich der Wiedergabequalität unterlegene Videosystem VHS der japanischen Unternehmen machte jedoch im Formatkrieg das Rennen. Aufgrund der Vorarbeiten am technisch aufwendigeren VCR-System konnte Grundig jedoch die Produktion relativ schnell auf VHS umstellen.

### Patentverwaltung und Rudolf-Diesel-Medaille
Im Oktober 1975 übernahm Mayer die Entwicklungsleitung für industrielle Fernsehtechnik und für magnetische Videoaufzeichnung. Im Dezember 1976 folgt die Ernennung zum Abteilungsdirektor und Anfang 1979 jene zum Produktmanager Professionelle Elektronik. Im Januar 1982 wurde er zum Leiter der Lizenz-/Patentabteilung ernannt. Bis 1982 – dem Zeitpunkt seines Ausscheidens aus der aktiven Entwicklung – hatte er 52 Patente angemeldet.
Zuvor hatte im Mai 1977 das Deutsche Institut für Erfindungswesen Walter Mayer für „seine vielfältigen und erfolgreichen Erfindungen auf dem Gebiete der Fernsehaufnahmetechnik und Bildübertragung“ mit der Rudolf-Diesel-Medaille in Silber ausgezeichnet.

### Ehrenamtliches Engagement im Naturschutz und im Rundfunkmuseum Fürth
Am 1. März 1991 schied Mayer nach genau 40-jähriger Tätigkeit bei Grundig aus. In der Zeitschrift Grundig Report Nr. 2 / 1991 wurde er als „einer der Pioniere der Fernseh- und Rundfunkentwicklung“ bezeichnet. Nach dem Eintritt in den Ruhestand suchte er zunächst nach neuen Aufgaben abseits seines beruflichen Fachgebietes und war von 1991 bis 1995 erster Kreisvorsitzender und anschließend bis 1997 stellvertretender Vorsitzender der Kreisgruppe Fürth-Land des Bund Naturschutz in Bayern.

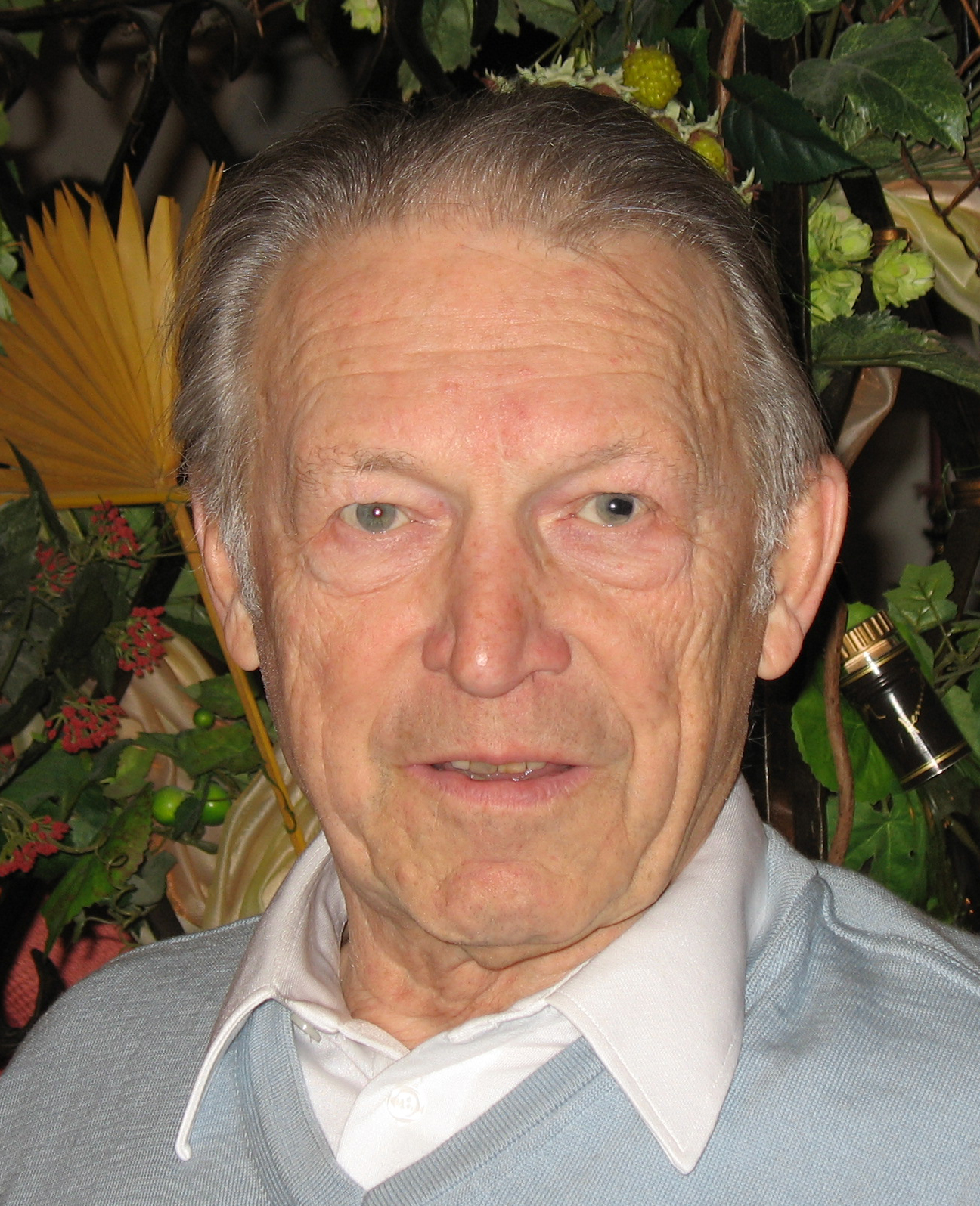
Walter Mayer an seinem 80. Geburtstag im Jahr 2006

Von 1995 bis 2007 engagierte er sich im Rundfunkmuseum Fürth, entwickelte Modelle und Versuchsanordnungen, reparierte historische Geräte, gestaltete Ausstellungen und einzelne Vitrinen vor allem im Bereich der Sende- und Fernsehtechnik. An der Stelle seines Arbeitsplatzes von 1951 befindet sich heute im Museum eine nachempfundene Fernsehwerkstatt. Er wirkte maßgeblich an der am 3. Juli 2006 in der ARD gesendeten Reportage Lebensträume – Max Grundig unter der Regie von Tom Ockers mit.
Am 12. Juni 2008 wurde ihm die Ehrenmitgliedschaft des Fördervereins des Rundfunkmuseums Fürth zuerkannt, die entsprechend der Vereinssatzung „für hervorragende und außerordentliche Leistungen für den Förderverein“ in begrenzter Zahl vergeben wird.

### Persönliches
Walter Mayer heiratete 1955 das Model Adolfine Horn und hatte mit ihr zwei Kinder, Caroline Peters und Alexander Mayer. Im November 2007 erlitt Mayer einen schweren Schlaganfall und war seitdem pflegebedürftig. Er verstarb am 23. Januar 2015 in Zirndorf, wo er seit 1965 lebte.

## Auszeichnungen
- 1977: Rudolf-Diesel-Medaille in Silber des Deutschen Instituts für Erfindungswesen.
- 2008: Ernennung zum Ehrenmitglied durch den Förderverein des Rundfunkmuseums Fürth.

## Veröffentlichungen (Auswahl)
Unter eigenem Namen
- Warum ich für das Museum arbeite …. In: Rundfunk und Fernsehen. Zeitschrift des Rundfunkmuseums der Stadt Fürth. Heft 62 / Oktober 2007, S. 4–8
- Wie das Fernsehen nach Fürth kam. In: Rundfunk und Fernsehen. Zeitschrift des Rundfunkmuseums der Stadt Fürth. Heft 61 / August 2007, S. 25–26
- Von der Lieben-Röhre zum integrierten Schaltkreis. In: Rundfunk und Fernsehen. Zeitschrift des Rundfunkmuseums der Stadt Fürth. Heft 59 / April 2007, S. 8–11
- Paul Nipkow: Ein Fernsehpionier 1860–1940. In: Rundfunk und Fernsehen. Zeitschrift des Rundfunkmuseums der Stadt Fürth. Heft 54 / September 2005, S. 9–14
- 120 Jahre Rundfunkgeschichte im Museum. In: Rundfunk und Fernsehen. Zeitschrift des Rundfunkmuseums der Stadt Fürth. Heft 53 / Juni 2005, S. 9–14
- 120 Jahre Rundfunkgeschichte im Museum. In: Altstadtbläddla, Heft 39. Fürth 2004.
- Von der Nipkow-Scheibe zum Flachbildschirm. In: Kleeblatt radio, Heft 51 / Oktober 2004, S. 14–18.
- Hans Schottky. In: Kleeblatt radio, Heft 49 / April 2003, S. 12–17.
- Radartechnik von Telefunken im 2. Weltkrieg. In: kleeblatt radio, Heft 48 / Januar 2004. S. 11–15.
- Von der „Radio-Stadt“ zur Uferstadt. In: Altstadtbläddla, Heft 38. Fürth 2003.
- Das Fürther Rundfunkmuseum – Künftig in der Altstadt. In: Altstadtbläddla, Heft 37. Fürth 2002.
- Wie der Fernsehempfänger unsere Wohnzimmer eroberte. In: kleeblatt radio, Heft 32 / Januar 2000. S. 32–41.
- Wie das Fernsehen nach Fürth kam. In: kleeblatt radio. Heft 28 / Januar 1999[27], S. 28–34.
- Wege zu besseren Fernsehbildern. In: Fernseh- und Kinotechnik, April 1988, Heft 4, 42. Jg., S. 153–155.
- Video-Technik und ihre Anwendung im Krankenhaus. In: „das Krankenhaus“, Heft 5/1979.
- Der flache Fernseh-Bildschirm läßt noch lange auf sich warten. In: Frankfurter Allgemeine Zeitung vom 19. Juli 1977
- Zerlegernormen und Aufnahmetechnik beim Professionellen Fernsehen. In: Fernseh- und Kinotechnik, April 1975, 29. Jg. Nr. 4/1975, S. 93–96.
- Videofrequente Übertragung auf symmetrischen Fernmeldeleitungen. In: Nachrichtentechnische Zeitschrift (NTZ), Heft 10/77.
- Magnetische Videoaufzeichnung von Farbfernsehsignalen nach dem LIR-Verfahren. In: Fernseh- und Kino-Technik, Februar 1973, 27. Jg. Nr. 2/1973. S. 38–41.
- „VR 2000 Color“ – Ein Video-Cassetten-Recorder nach dem VCR-System. In: Funktechnik September 1971, Nr. 17 (Sonderheft Internationale Funkausstellung 1971 Berlin), S. 628–631.
- Elektronischer Schnitt bei magnetischen Videoaufzeichnungen nach dem Schrägspurverfahren. In: Fernseh- und Kino-Technik, August 1971, 25. Jg. Nr. 8/1971. S. 279–285.
- Grundig Videorecorder BK 200. In: Grundig Technische Informationen 3/1970, S. 799–804.
- Bildbandgerät BK 100. Ein Gerät zur magnetischen Bildaufzeichnung. In: Funkschau 1965, Heft 9, S. 663–665.
- Grundig Fernauge FA 41. Die neue volltransistorisierte Kompakt-Fernsehkamera. In: Grundig Technische Informationen 4/1964 (auch Sonderdruck).
- Automatische Fertigungskontrolle durch Methoden der Fernsehtechnik. In: Elektronische Rundschau Nr. 11/1960, S. 490.
- Industrielle Fernsehanlagen. In: Frequenz. Zeitschrift für Schwingungs- und Schwachstromtechnik. Bd. 12/Nr. 2, Februar 1958. S. 45–49.
- Miniatur-Fernsehkamera. In: Funkschau Heft 14/1956, S. 584.
- Aufbau von industriellen Fernsehanlage. In: Elektronische Rundschau, Jg. 10/1956, Heft 5, S. 129–132 (auch Sonderdruck)
- Industrielles Fernsehen. In: Elektro-Technik Nr. 17/18, 28. April 1956, S. 161–163.

Mitarbeit/Vorlagen
- Grundig nimmt die japanische Herausforderung an. In: Frankfurter Allgemeine Zeitung vom 25. Oktober 1977.
- Bedienungsanleitung Grundig Fernauge FA 41, Ausgabe Februar 1965.
- E. F. Spiegel: Geräte für industrielles Fernsehen. In: Uebersee Post, No. 23/1956 (auch Sonderdruck).
- Ch. Rose: Das „Fernauge“ im Dienste der Polizei. In: Elektro-Welt vom 31. Oktober 1956.
- E. F. Spiegel: Der Aufbau von industriellen Fernsehanlagen und ihre Anwendung. In: Technische Mitteilungen, 48. Jg., Heft 4, April 1955, S. 128–133.
- E. F. Spiegel: Kommerzielles und industrielles Fernsehen. In: Zeitschrift des Vereins Deutscher Ingenieure Bd. 96 (1954) Nr. 27, S. 924–926.
- E. F. Spiegel: Das Fernauge – eine Fernsehaufnahmeanlage für kommerzielle und industrielle Zwecke. In: Radio mentor, Nr. 6, Juni 1954 (auch Sonderdruck).